# Carmen Clemente Travieso
Carmen Clemente Travieso (Caracas, 24 de julio de 1900 – Ibídem, 24 de enero de 1983) fue una periodista venezolana pionera del feminismo en este país. Fue la primera mujer en graduarse como reportera de la Universidad Central de Venezuela y una de las primeras mujeres empleadas como periodista a tiempo completo en Venezuela. También fue una de las primeras mujeres que se unió al Partido Comunista de Venezuela y trabajó activamente por el sufragio femenino. Dirigió durante diez años la sección "Cultura de la Mujer" en el periódico Ahora. En 1935 fue cofundadora de la Agrupación Cultural Femenina. En 1937 se incorporó a la Liga Nacional Por Presos, organización a favor de la reforma del sistema penitenciario y fue cofundadora de la Asociación Venezolana de Periodistas (AVP). 

## Biografía
Hija menor de Lino Clemente y Mercedes Eugenia Travieso, bisnieta de Lino de Clemente, un prócer de la independencia de Venezuela, se formó de manera autodidacta en el ambiente urbano de Caracas rodeada por personajes como Andrés Eloy Blanco a quien conoció cuando tenía 17 años y con quien mantuvo una larga amistad que perduró hasta la muerte del poeta o Rafael Pocaterra. Precursora del movimiento feminista en Venezuela y primera mujer dedicada a las actividades del reportaje en el país, sostuvo mediante sus escritos una lucha por una mayor presencia de las mujeres en la política nacional. Entre 1909 y 1935 participó en la lucha contra la dictadura de Juan Vicente Gómez. Murió en Caracas, su ciudad natal, el 24 de enero de 1983.

### Niñez y juventud
Su infancia y la de sus cuatro hermanos mayores, transcurre en los alrededores de la Plaza del Panteón, bajo los cuidados de su abuela materna Trinidad Domínguez de Travieso, tras la muerte prematura de su padre. Sus estudios de primaria fueron realizados en un centro educativo privado, ubicado en el centro de Caracas. De adolescente descubrió la lectura como fuente de interés, especialmente de ejemplares del periódico El Cojo Ilustrado.
A principios de 1924, junto a su tía Trina y su hermana mayor Cecilia, viajó a Nueva York. Allí aprendió inglés, se incorporó a grupos de ayuda a enfermos de lepra y trabajó junto con su amiga de infancia, María Juliac, como bordadora del taller de Bucilla Company.

### Participación política
Al término de su viaje en 1927, regresó a Venezuela y se unió a otras mujeres en la resistencia contra el dictador Gómez y colaboró con la lucha de los estudiantes de la generación del 28. También contribuyó con la elaboración y distribución de publicaciones clandestinas como La Boina, El Imparcial y El Martillo. Este último fue realizado de forma absoluta en clandestinidad y circuló hasta 1941.
En 1929 trabajó en una biblioteca propiedad del estadounidense Rudolph Dolge y formó parte de un movimiento llamado las "Madrinas de Guerra", grupo de mujeres caraqueñas que llevaban alimentos y medicinas a los estudiantes encarcelados, sirviendo de correo entre los detenidos en La Rotunda y otras prisiones, con familiares y otros activistas políticos.
En 1930, entabló amistad con Juan Bautista Fuenmayor, Kotepa Delgado y Rodolfo Quintero, quienes fundaron el Partido Comunista de Venezuela (PCV). Ayudó en la difusión de estos ideales, a través de la elaboración y reproducción de propaganda, y de la organización de un centro de estudios. Un año después, formó parte de la selección de las primeras mujeres del PCV.
Después de la muerte de Gómez (1935), se incorporó activamente a la vida política, primero tuvo una corta militancia en el recientemente creado Movimiento de Organización Venezolana (ORVE) y después ingresó formalmente al Partido Comunista de Venezuela, que en 1946 la incluyó en su plancha para las elecciones a la Asamblea Nacional Constituyente. Fue una de las primeras mujeres postuladas por un partido político para un cargo de elección popular y en unas elecciones donde las mujeres votaban por primera vez.
En 1948 se une a la lucha contra la dictadura de Marcos Pérez Jiménez (1948-1958). En 1957 es detenida por la Dirección de Seguridad Nacional, pues su vivienda era utilizada para reuniones clandestinas. Fue liberada tras cuatro días de interrogatorios. En la era democrática venezolana mantuvo una postura crítica en pro de la defensa de los derechos ciudadanos, especialmente de sectores vulnerables como presos, mujeres y niños.

### La lucha por el sufragio femenino en Venezuela

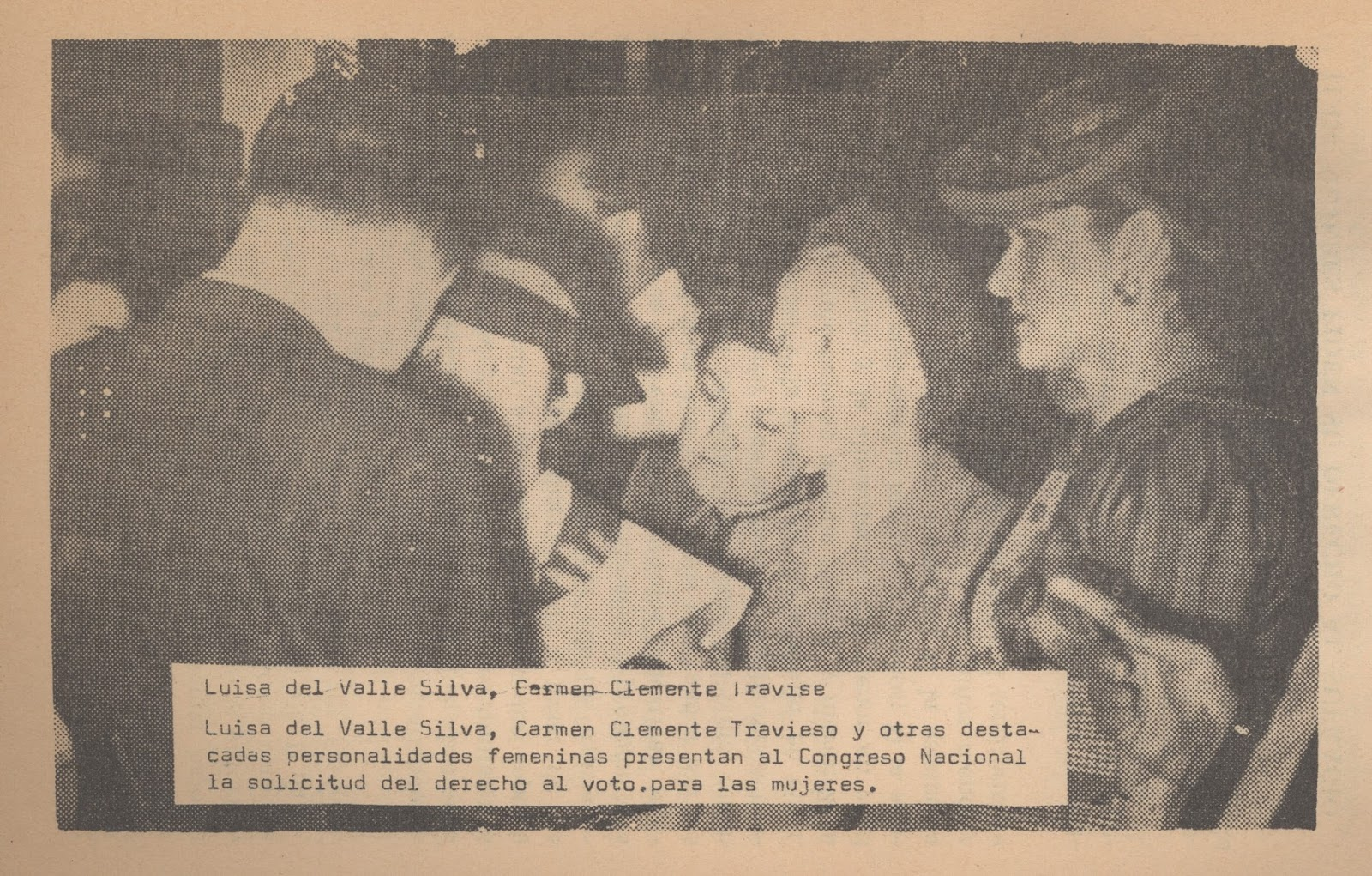
Carmen Clemente Travieso y otras dirigentes feministas presentan ante el Congreso de la República de Venezuela la solicitud de derecho al sufragio femenino.

Empeñada en promover la participación de las mujeres en la sociedad venezolana, fue una de las fundadoras de la Agrupación Cultural Femenina (ACF) en 1935, que luchó entre otras cosas por el derecho de las mujeres al sufragio durante los primeros años de la década de los cuarenta.
Simultáneamente participó en la fundación de diversos diarios dedicados a la formación de la mujer y dirigió la página "La Cultura de la Mujer" publicada en el diario Ahora desde 1936 hasta 1948 todos los domingos. También fundó la Biblioteca Trina Larralde. En 1937 participó en la Liga Nacional Por Presos patrocinada por la ACF.
En junio de 1940, la ACF participó en la Conferencia Preparatoria al Primer Congreso Venezolano de Mujeres, con la representación de 69 organizaciones femeninas y fue designada para escribir la tesis sobre los Derechos Políticos de la Mujer. Tras este congreso, las participantes solicitaron la reforma constitucional para incluir en su articulado el derecho de la mujer a elegir y ser elegida en igualdad de condiciones con el hombre en cargos de elección popular, así como la reforma del Código Civil.

### Una reportera de ciudad
La injusticia social, la situación de la mujer y la política fueron las fuentes favoritas de Carmen Clemente Travieso en su rol como periodista. La primera experiencia periodística de Carmen Clemente Travieso fue después de los sucesos de 1928, a través de la distribución y reproducción de los periódicos clandestinos La Boina y El Imparcial, medios opositores al régimen gomecista.
Inició su carrera como reportera del diario Ahora en 1942 año en el que fue también el comienzo de su éxito literario al publicar la biografía de Luisa Cáceres de Arismendi y es galardonada con el primer premio de la Asociación Cultural Interamericana.
A partir de 1944 trabajó en Últimas Noticias, y más adelante colaboró con otros importantes diarios y revistas de la nación, como El Universal, El Nacional, El Heraldo, Élite y Páginas, a la par que en sus obras de divulgación sobre la historia de las mujeres pioneras en Venezuela.  Entre ellas destaca Las luchas de la mujer venezolana, uno de los primeros recuentos históricos de las actividades adelantadas por las mujeres en pro de una mayor participación política.
También formó parte del grupo de periodistas que fundó en 1941 la Asociación Venezolana de Periodistas (AVP) y el Sindicato Nacional de Trabajadores de la Prensa (SNTP) en 1946. El año de 1956 publicó su obra Las Esquinas de Caracas, después de muchos años de recopilar datos sobre las leyendas y recuerdos de la vieja ciudad colonial. La publicación de esta obra le valió que el Concejo Municipal del Distrito Federal le otorgara un Diploma al Mérito "por su continuada labor al servicio de la ciudad".
Su destacada labor en el medio la acreditó para formar parte de la Asociación Venezolana de Periodistas. Fijó residencia permanente en la parroquia San José de Caracas, comunidad a la que donó su biblioteca particular aporte con el que se fundó la Biblioteca Cultural Gual y España.

## Publicaciones
- Travieso, C. (1942). Luisa Cáceres de Arismendi. Caracas: Tipografía La Nación.
- Travieso, C. (1951). Mujeres venezolanas y otros reportajes. Caracas: Ávila Gráfica.
- Travieso. C. (1953). Teresa Carreño. Ensayo biográfico. Caracas: Agrupación Cultural Femenina.
- Travieso, C. (1962). Las luchas de las mujeres venezolanas. Caracas: Agrupación Cultural Venezolana.
- Travieso, C. (1964). Mujeres de la independencia: seis biografías de mujeres venezolanas. México: Talleres Gráficos de México.
- Travieso, C. (1977). La mujer en el pasado y en el presente. Caracas: Agrupación Cultural Femenina.
- Travieso, C. (1971). Anécdotas y leyendas de la vieja Caracas. Caracas: Concejo Municipal del Distrito Federal.
- Travieso, C. (2001). Las esquinas de Caracas. Caracas: Editorial El Nacional[11]